# Tai Woffinden
Tai Woffinden (* 10. August 1990 in Scunthorpe, Großbritannien) ist ein britischer Speedwayfahrer und Weltmeister der Jahre 2013, 2015 und 2018.

## Karriere

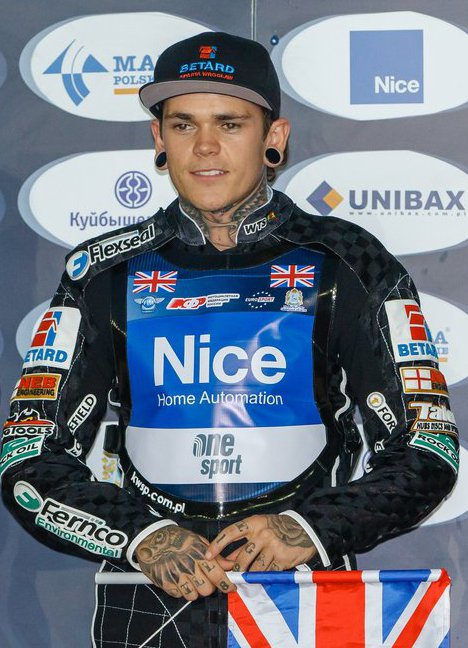
Tai Woffinden 2013

Er startete seine Karriere als 16-Jähriger mit einem Debüt in der britischen Premier League bei den Sheffield Tigers. 2008 wurde er britischer U18 und U21-Meister. 2013 gewann er zudem die britische Meisterschaft und vertrat Großbritannien im World-Team-Cup. In den europäischen Top-Ligen startet Woffinden in England für die "Wolverhampton Wolves", in Polen für "WTS Wrocław" und hat für 2014 einen Kontrakt in der schwedischen Liga unterzeichnet. Bereits 2010 startete Woffinden im Speedway-WM Grand Prix und wurde mit 49 Punkten am Ende 14.

## Erfolge

### Einzel
- Speedway-Weltmeister: 2013, 2015, 2018
- Britischer Meister: 2013, 2014, 2015
- Britischer U21-Meister: 2008 und 2011
- Britischer U18-Meister: 2008

### Team
- Britische Liga: Wolverhampton Wolves
- Polnische Liga: WTS Wrocław

## Persönliches
Woffinden ist der Sohn des Ex-Speedwayfahrers Rob Woffinden, der an einem Krebsleiden verstorben ist. Seine Kindheit und frühe Jugend verbrachte Woffinden in Australien, weswegen er auch einen australischen Pass besitzt.